# Mont-ral
Mont-ral är en kommun i Spanien.   Den ligger i provinsen Província de Tarragona och regionen Katalonien, i den östra delen av landet, 400 km öster om huvudstaden Madrid. Antalet invånare är 167. Arean är 35 kvadratkilometer. Mont-ral gränsar till Montblanc, La Riba, Alcover, L'Albiol, Vilaplana, Capafonts och Prades. 
Terrängen i Mont-ral är kuperad.